# Aimo Heilmann
Aimo Heilmann (Alemania, 22 de octubre de 1974) es un nadador alemán retirado especializado en pruebas de estilo libre, donde consiguió ser medallista de bronce olímpico en 1996 en los 4x200 metros.

## Carrera deportiva
En los Juegos Olímpicos de Atlanta 1996 ganó la medalla de bronce en los relevos de 4x200 metros estilo libre con un tiempo de 7:17.71 segundos, tras Estados Unidos y Suecia (plata); y en el Mundial de Piscina larga de Gotemburgo 1997 ganó el oro en los relevos de 4x100 metros libre.